# Bangai-O
Bangai-O fue el nombre utilizado en occidente mientras que Bakuretsu Muteki Bangaioh (爆裂無敵 バンガイオー Bakuretsu Muteki Bangaiō?, Explosive, Invincible Bangaioh) es el nombre utilizado en su versión japonesa tanto para Nintendo 64 como para Dreamcast. Es un videojuego de tipo multi-directional shooter desarrollado por Treasure.
Fue lanzado primeramente para la Nintendo 64 solo en Japón con un lanzamiento de solo 10.000 unidades. Pocos meses después fue convertido a Dreamcast, cuya versión sería lanzado más tarde en todo el mundo. 
En 2008, se lanzaría una secuela , Bangai-O Spirits, la cual fue lanzada para la Nintendo DS. Una versión de alta definición fue lanzada para Xbox Live Arcade en mayo de 2011.

## Argumento
El juego tenía un argumento simple (aunque ligeramente diferentes en cada una de las versiones japonesas, norteamericanas y europea) la cual se mostraba a través de diálogos entre las fases o interrupciones de diálogos, con imágenes de los personajes, al aproximarse a ciertos objetos en mitad de una partida.
Dos jóvenes pilotos de mecha, Riki y su hermana Mami comparten la conducción de un poderoso robot humanoide Bangai-O y lucha contra los villanos del "Cosmo Gang", culpables del contrabando de fruta, y que tienen un montón de torretas, bombas y robots a lo largo de los 44 niveles.

## Modo de juego
Bangai-O, el mecha del jugador, se maneja en los 8 sentidos direccionales igual que el disparo, controlados mediante 4 botones. Existen dos modos de disparos representados por los pilotos principales: Riki dispara misiles rojos teledirigidos mientras que Mami dispara láser azules que rebotan en las paredes.
Hay un ataque especial que consiste en una ráfaga de 360 grados del tipo de disparo actual. El número de disparos efectuados por el ataque especial es entre 40 y 4 00, dependiendo de cuántas balas enemigas hay en la pantalla y lo cerca que el jugador se encuentra cuando se realiza el ataque.
Al principio de la fase están disponibles solo dos ataques especiales y según vamos destruyendo enemigos y escenarios obtenemos objetos adicionales e incluso un incremento de los ataques especiales de hasta 5 usando el efecto de recarga como parámetro para utilizar cada uno de los ataques.
El número de explosiones que tienen lugar en un momento en concreto se muestra en la parte superior de la pantalla y determina cuanto se recargan los ataques especiales y que tipo de fruta se obtiene por los enemigos derrotados. Cuanto mayor sea el número de explosiones, más energía especial se produce y frutas más valiosas se obtienen.  Por lo tanto, la táctica del éxito en el juego se basa en contrarrestar el ataque enemigo con el ataque especial.

### Versión para Nintendo 64
La versión original del juego, lanzado solo en Japón y limitada a 10.000 cartuchos, tuvo significantes diferencias respecto a la versión de Dreamcast.
- Utiliza un sistema de combos en vez de un medidor de explosiones. Después de destruir al menos 100 enemigos en una combinación rápida con un ataque especial o no, el jugador tiene un medidor combo que controla el número de enemigos destruidos. Cuando se para el combo, se abre un menú de opciones que permite al jugador elegir entre mejorar su poder del arma, recargar su vida, tener una bonificación de puntos o una invencibilidad temporal. El nivel de las mejoras, el relleno de vida, y los puntos de bonificación son determinados por el tamaño del combo, la invencibilidad solo se da como opción si se ha realizado un combo muy largo.
- El ataque especial es generalmente poco efectivo. Debe cargarse (manteniendo presionado el botón) para poder alcanzar su máximo poder.
- Los disparos de Riki hacen más daño que lo de Mami. Los disparos de Mami son medio-guiados atacando a los enemigos después de rebotar en una pared.

### Versión para Dreamcast
La segunda versión del juego fue lanzado en Japón, Europa y Norteamérica. Como resultado, es la versión más conocida al ser mundialmente lanzado.
Además de pequeñas mejoras gráficas y de audio, la jugabilidad se modificó significativamente.
- El contado de explosiones reemplaza el sistema de combos y la tienda fue eliminada por completo. Los ítems de vida e invencibilidad se obtienen automáticamente con una gran explosión.
- El daño de los ataques especiales ya no dependen del tiempo que se estuvo presionando, sino de la cantidad y proximidad del fuego enemigo. Sin embargo, el jugador puede mantener presionado el botón para conseguir 5 tipos de ataques especiales, en vez de los 10 de la versión de Nintendo 64.
- Los ataques de Riki y Mami hacen el mismo daño. Los disparos de Mami son ataques de láser en vez de misiles y rebotan en ángulos fijos todas las veces.
- Hay personajes finales añadidos, dos nuevos enemigos (un lanzallamas y un huevo gigante) y pequeños cambios en los niveles (manteniendo la estructura en la mayoría de los niveles).

La configuración por defecto de la versión de Dreamcast es más simple pero menos flexible que la configuración de los controles "AB"
(un botón para disparar en la dirección del movimiento y una de espaldas) mientras que con la configuración "ABXY"  (un botón para disparar en cada dirección, con combinaciones de dos botones para las diagonales) está en segunda opción. En el manual del juego sugiere que la configuración por defecto es inferior y que seguiere al jugador a cambiarlo.

## Series
Bangai-O se concibió originalmente como una especie de adaptación de un shooter para las 8-bit, Hover Attack, publicado como un type-in game para la Sharp X1. lanzado en 1983. Finalmente, evolucionó en un estilo original pero que retiene algunas características incluidas en el original como el lanzador de misiles y una estética general muy parecida como para considerarse una secuela espiritual.
En su lugar, se hizo como un juego independiente, a pesar de que conserva la mayor parte de su estilo original.
La secuela, Bangai-O Spirits, desarrollada para la Nintendo DS, fue lanzada el 19 de marzo de 2008 en Japón mientras que el 12 de agosto se lanzó para EE. UU. por D3 Publisher.
La versión en alta definición, Bangai-O HD: Missile Fury, fue desarrollado para la Xbox Live Arcade siendo publicado por D3 Publisher. Esta nueva versión tiene los añadidos de poder utilizar dos stick analógicos, un editor de niveles y un modo multijugador tanto de modo competitivo como cooperativo. Inicialmente anunciado para lanzarse en noviembre de 2010, tuvo que ser retrasado hasta verano de 2011 para poder incorporar los modos multijugadores.